# Georges Bonnet (écrivain)
Pour les articles homonymes, voir Bonnet et Georges Bonnet.
Georges Bonnet, né le 9 juin 1919 à Pons (Charente-Maritime) et mort le 20 février 2021 à Poitiers, est un auteur français, poète et romancier.

## Biographie

### Enfance
Georges Bonnet est né en 1919 à Pons. Ses parents étaient paysans dans la Saintonge, un pays rude aux terres ondulées situé entre terre et mer dans l'actuelle Charente-Maritime. Après les cours du soir et le long trajet à pied entre l'école à Pons et la ferme, Georges est souvent contraint garder les vaches, sa mère et sa grande sœur étant trop occupées à la laiterie tandis que son grand frère, de dix-huit ans son aîné, est à Paris pour de grandes études. Mauvais élève, Georges subit les foudres de son instituteur. « Mais ô puissance merveilleuse du coup de pied au derrière, je suis devenu un bon élève deux ans plus tard puis un très bon quand mon frère m'a envoyé dans son établissement à Tulle ! ».

### Carrière sportive
À partir de 1943, il découvre le handball, à une époque où il se jouait à onze sur un terrain de football. Georges est arrière central et avec le Paris Université Club, l'étudiant Georges joue et perd une finale du Championnat de France en 1945 face au Villemomble Sport,. Le 21 septembre 1947, il connait sa première et unique sélection en équipe de France masculine de handball : la France a battu nettement la Belgique par 17 buts à 5 mais Georges n'en garde pas un si bon souvenir : « il y avait un vent glacial, entre quinze et vingt spectateurs, un terrain épouvantable. Je m'étais morfondu en défense. ». 
Par la suite, il rejoint Poitiers et dit adieu à l'équipe de France. Nommé professeur d'éducation physique à La Rochelle en 1952, une péritonite le foudroie. Si sa sœur y laissera la vie, également à 33 ans, Georges Bonnet survit mais sans parvenir à retrouver pleinement sa condition physique. Malgré tout, il joue son premier match de handball à sept en 1954 et évolue jusqu'à 38 ans au Poitiers Étudiants Club.

### Carrière d'écrivain
À 45 ans, il publie son premier livre de poèmes La Tête en ses jardins puis son second à 64 ans, Le veilleur de javelles. C'est à plus de 80 ans qu'il publie son premier roman, Un si bel été. Les yeux des chiens ont toujours soif, publié en 2006, est réédité en 2014.
Il écrit aussi des recueils de nouvelles, comme celui consacré à son épouse atteinte d'une forme de maladie d'Alzheimer (Entre deux mots la nuit). À 97 ans, il publie son dernier recueil Juste avant la nuit.

### Divers
En 2011, une rue de Poitiers est nommée en son honneur.
Il meurt à 101 ans en février 2021.

## Liste de ses œuvres
- La tête en ses jardins (poèmes), Les éditions de la Promesse, 1965
- Le veilleur de javelles (poèmes), ORACL, 1983
- Aux mamelles du silence (poèmes), Hautécriture, 1986
- Une mort légère (poèmes), La Bartavelle Éditeur, 1988
- Les belles rondeurs de l'évidence (poèmes), Hautécriture, 1989
- Ce qui toujours s'approche, La Bartavelle Éditeur, 1991
- De quoi en faire un monde, Le Vert Sacré, 1992
- Dans une autre saison, Folle Avoine, 1993
- Patience des jours, La Bartavelle Éditeur, 1994
- Tout bien pesé, Le Dé bleu, 1996
- Entre temps, Commune mesure, 1997
- Remontée vers le jour, Rafael de Surtis, 1999
- Un si bel été (roman), Flammarion, 2000, Prix du Livre en Poitou-Charentes.
- Coquerets et coquerelles, Le Dé Bleu, septembre 2003
- Un seul moment, L'Arrière Pays, 2004
- Un bref moment de bonheur (roman), Flammarion, 2004
- Lointains, Océanes, 2005,
- Un ciel à hauteur d'homme, L'Escampette 2006
- Les yeux des chiens ont toujours soif (roman), Le Temps qu'il fait, 2006 (réédité en 2014 chez le même dans la collection « Corps neuf »)
- Un jour nous partirons (nouvelles), Le temps qu'il fait, 2008
- Chaque regard est un adieu (nouvelles), Le temps qu'il fait, 2010
- Entre deux mots la nuit (récit), L'Escampette, 2012
- La claudication des jours (poèmes), L'Escampette, 2013
- Derrière un rideau d'ombres (poèmes), Océanes, 2014
- Juste avant la nuit (poèmes), Le Temps qu'il fait, 2016

## Pour approfondir